# Волзьке (Ульяновська область)
Волзьке (рос. Волжское) — село в Старомайнському районі Ульяновської області Російської Федерації.
Населення становить 71 особу. Входить до складу муніципального утворення Жедяєвське сільське поселення.

## Історія
Від 2004 року входить до складу муніципального утворення Жедяєвське сільське поселення.

## Населення
| 2010 |
| ---- |
| 71   |